# ペネム (化合物)
ペネム(Penem)は、五員環に硫黄原子を持つ非飽和β-ラクタムである。天然には生成せず、全てが合成のものである。関連化合物に、カルバペネムがある。ペネムの硫黄原子の位置に、カルバペネムは炭素原子を持つ。一例として、ファロペネムがある。

## 構造

環に硫黄原子と二重結合を含む
ファロペネム

カルバペネムの一つであるイミペネムは硫黄を持つが、環の中には含まれない

環に二重結合が含まれないベンジルペニシリン

ペネム分子は天然には生成せず、完全に合成の過程で作られる。
ペネムは、五員環の2位の側鎖によって、チオペネム、オキシペネム、アミノペネム、アルキルペネム、アリルペネムの5つの種類に大きく分けられる。BRL 42715は、2位に置換はなく、β-ラクタム環にかさ高い基が付加し、クラスCのβ-ラクタマーゼの阻害作用を示すが、抗菌活性は持たない。
他のβ-ラクタムとのこれらの構造上の違いにより、ペネムでは免疫原性と免疫原性交差反応性が低下していると考えられている。

## 関連文献
- “Synthetic studies of carbapenem and penem antibiotics. II. Synthesis of 3-acetyl-2-azetidinones by (2 + 2) cycloaddition of diketene and Schiff bases”. Chemical & Pharmaceutical Bulletin 40 (5):  1094-7. (May 1992). doi:10.1248/cpb.40.1094. PMID 1394625.